# Sebastian-Andrei Kroncsiș
Sebastian-Andrei Kroncsiș (n.  ?) este un deputat român, ales în 2024 din partea POT. 